# Гугутка
 Тази статия е за вида птици.  За селото в Южна България вижте Гугутка (село).  
Гугутката (Streptopelia decaocto) е постоянна птица от семейство Гълъбови, разпространена по много места, включително България. Един от най-големите колонизатори на птичия свят. В Европа е описана за първи път в България през 1838 г. в покрайнините на Пловдив от Имре Фривалдски.

## Таксономия
Има два подвида
- S. d. decaocto: Европа, Мала Азия, Туркестан и Северен Китай, Южна и Североизточна Африка, Израел, Ирак, Иран, Индия, Шри Ланка и Западен Китай.
- S. d. xanthocyclus: Мианмар и Източен Китай.

## Физически характеристики
Малка птица със сиво оперение, като гърбът е по-тъмен. На крилата има синьосиви петна. Върховете на опашните пера са бели. Под тила минава тънка дъга от черни пера. Краката са къси и червени. Очите и човката са черни. Няма полов диморфизъм. Може да лети със скорост до поне 60 км/ч. Дължина: 31-34 см, тегло: 170-240 г, размах на крилете: 48-56 см.

## Разпространение
Отначало е разпространена само в страните с топъл климат в Източна Азия, Япония и остров Тайван. В края на 19 век обаче тя е разселена в Европа, отначало като декоративна птица, отглеждана от османските султани, известни със страстта си към колекционирането на различни видове гълъбови птици. Част от тях обаче заживява свободно и така поставя началото на първите диви популации от гугутки, отначало на Балканите, а по-късно в Унгария през 1932, Германия през 1943, Холандия през 1947, Дания през 1950, Белгия и Норвегия през 1952 и Великобритания през 1960. Гнезди и на Скандинавския полуостров северно от Северната полярна окръжност. Случайно достига Бахамите през 70-те години на 20 век и през 1982 г. е вече пристигнала във Флорида. Забелязани са големи колонии в Южна и Централна Алабама, но в САЩ най-голяма е числеността на вида във Флорида. В Европа е слабо застъпена на Пиренейския полуостров, като на континента има 4-15 млн. гнездещи двойки. В Дания те са около 500 000.
Разпространението и биологията на гугутката са подробно проучени от орнитолога Николай Боев Гугутката е отличен пример за инвазивен вид, т.е. вид, който извършва бързо и значително разширяване на своя ареал. В началото на 21 век гугутката оредява и изчезва от много райони в България, вкл. и в София. Една от основните причини за това е увеличаването на числеността на свраката (Pica pica), която напада яйцата и малките на гугутката в гнездата.

## Местообитание
Гнезди и зимува по паркове, градини и селскостопански дворове.

## Начин на живот и хранене
Предимно растителнояден вид. През зимата може да се образуват големи ята там, където има хранителни запаси от зърно, например по силози и дворове. Обича царевица и пшеница, както и хранителни отпадъци. Храни се и с насекоми.
Разпознава се по характерната песен: гу-гуу-гу, гу-гуу-гу. Общителен вид, който не се страхува да живее край хора.

## Размножаване
Моногамни птици. Гнезди по дървета, високи храсти и човешки постройки, като прави рехави гнезда от клонки. Понякога гнезди на необичайни места като светофари. Размножителният период обхваща месеците от февруари до октомври. Отглежда от 1 до 6 поколения годишно, като двамата родители мътят 2 яйца средно по 20-21 дни. Яйцата са бели и имат дължина средно 31 мм. Малките напускат гнездото на 16-18-ия ден.

## Допълнителни сведения
Смята се, че е изходен вид или един от видовете използвани при създаването на домашната гугутка с която се кръстосва успешно и в естествени условия.